# 高體擬花鮨
高體擬花鮨，为鮨科擬花鮨屬下的一个种。

## 分布
本魚分布於印度太平洋區，包括馬爾地夫、日本、臺灣、印尼、澳洲、菲律賓、新喀里多尼亞、帛琉、東加、萬那杜等海域。

## 深度
水深6至50公尺。

## 特徵
本魚體側扁，雌雄魚體色不同，雌魚體色淡黃色，尾鰭略凹，上下葉略延長且尖端為橘紅色。雄魚體型略大，呈淡粉紅色，背鰭上具一紅斑，尾鰭截形，上下葉尖端藍紫色，背鰭硬棘10枚；背鰭軟條15至17枚；臀鰭硬棘3枚；臀鰭軟條7枚，體長可達10.9公分。

## 生態
本魚棲息在內灣或潟湖內的礁石旁，屬肉食性，以浮游動物為食，雄魚具有領域性，為一夫多妻制，若族群中雄魚死亡，第一順位的雌魚會性轉變為雄魚。

## 經濟利用
可做為觀賞魚。